# Jap

1945年，在法國高舉「JAPS QUIT（日本投降了）」號外的美軍士兵，照片的拍攝時間為當年8月10日日本政府向中、美、英、苏四国投降並接受《波茨坦公告》之後不久

一幅描繪日軍巴丹死亡行军暴行及美國報紙有關此事報道的反日宣傳畫，報道的標題為「5200名美軍戰俘在菲律賓死於日本人的嚴刑拷打；殘酷的『死亡行軍』被描述」，而上面的宣傳文字為「關於這件事你打算怎麼做？」下面的宣传文字为「堅守工作崗位直到所有小日本殺人兇手被徹底消滅！」，兩者均用到了Jap一詞

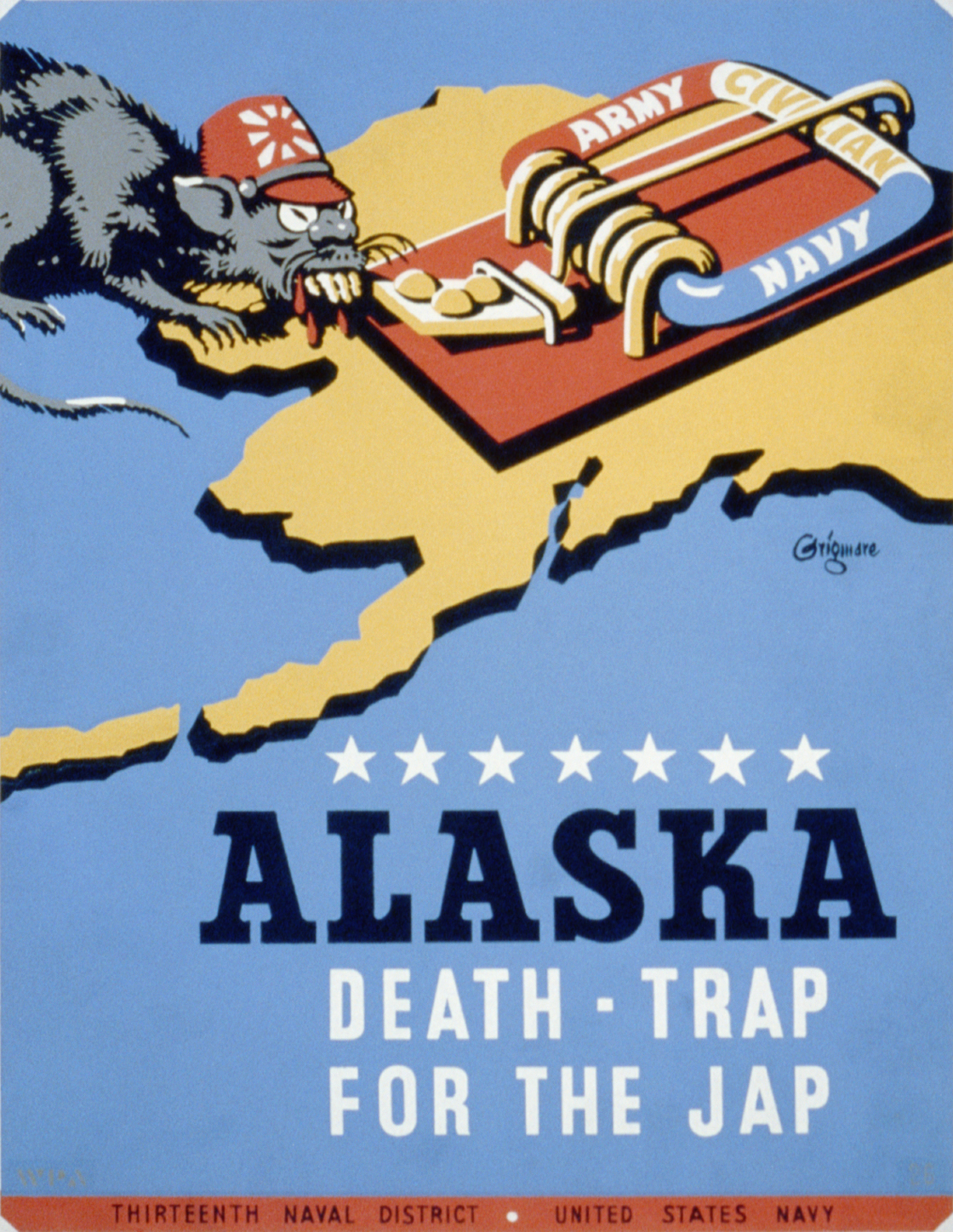
另一幅用到了Jap一詞的反日宣傳畫：阿拉斯加——給日本的死亡陷阱

Jap為英文中对Japanese的略稱，泛指日本人、日本語及日本國等。現今這個詞在某些情況下會被視為帶有種族歧視的意涵，日裔美國人認為這是帶有爭議或冒犯的術語，即使是被用作縮寫亦是如此。

## 歷史
Jap這個字在第二次世界大战前并不具有冒犯性（offensive）。如根據牛津英語詞典的解釋，「Jap」是「Japanese」的縮寫，該詞起源於1880年代左右的英國倫敦口語。在美國得克薩斯州傑佛遜郡，建於1905年的博德克斯路（Boondocks Road）原命名為「Jap路」，以紀念當地一位著名的日本米農。
然而，Jap在二战前后逐漸变成贬义詞。在很多二战题材的影视作品中經常出現这个字眼。今天它被认为是民族侮辱语（ethnic slur），类似汉语的「小日本」和「日本鬼子」，同樣該詞在最初也並非貶義。在不同的英语国家，其冒犯性的严重程度有所不同。較著名的例子如珍珠港事件導致美國參戰時，美國海軍將領小威廉·哈尔西提出口號：「殺日本鬼子，殺日本鬼子，殺更多的日本鬼子！」（Kill Japs, Kill Japs, Kill More Japs!）
在現今美國，這個詞被認為帶有貶義，梅里亞姆-韋伯斯特詞典將之定義為「普遍地帶有貶意」的用詞。一家位於美國芝加哥的食品公司原名為Japps Foods，在珍珠港事件後不久就將公司名字和同名薯片品牌改為Jays Foods，以避免任何負面聯想。

## 關連項目
- 日本鬼子、小日本
- 肘巴里（쪽발이）
- 差別用語
- 反日